# Ана Каролина Валсања
Ана Каролина Валсања (шп. Ana Carolina Valsagna; 4. август 1977) мексичка је глумица и певачица. Каролина је почела да ради у позоришту када је имала четири године, а професионално је наставила са петнаест. Своју обуку је започела у Центру за драмску уметност, институту који је креирао мастер Ектор Азар, мексички драмски писац, есејиста и песник. Наставила је своју обуку кроз радионицу „Усавршавање телевизије”, са професором Сергијем Хименом и професорком Адријаном Баразом. Студирала је у школи за позориште „Кућа Позоришта” са мастерима Хосе Кабаљером и Раулом Квинтанилиом од 1998. do 2001. године. Прославила се улогом Монике Валенте у Дизнијевој теленовели Ја сам Луна, а глумиће и у теленовели Биа